# Guillermo Angaut
Guillermo Pablo Angaut (* 10. Januar 1965 in La Plata) ist ein ehemaliger argentinischer Rugbyspieler. Er nahm 1987 und 1991 mit der argentinischen Rugby-Union-Nationalmannschaft an der Rugby-Union-Weltmeisterschaft teil.